# Mellitiosporium propolidoides
Mellitiosporium propolidoides är en svampart som först beskrevs av Rehm, och fick sitt nu gällande namn av Rehm 1888. Mellitiosporium propolidoides ingår i släktet Mellitiosporium, ordningen Rhytismatales, klassen Leotiomycetes, divisionen sporsäcksvampar och riket svampar.  Arten är reproducerande i Sverige. Inga underarter finns listade i Catalogue of Life.